# Kornel Szentgyörgyi
Kornel Szentgyörgyi (ur. 30 października 1916 w Budapeszcie, zm. 25 września 2006 tamże) – węgierski malarz, laureat nagród Kossutha i Munkácsyego
W latach 1935–1941 studiował malarstwo w Węgierskiej Akademii Sztuk Pięknych pod kierunkiem Karlovszky’ego i Szőny’ego. Studiował również scenografię. Obrazy malowane w latach 1950–1960 cechował dominujący wówczas na Węgrzech socrealizm. Ze stylem tym zerwał w 1960 roku, kierując się ku konstruktywizmowi, abstrakcji, pejzażowi i martwej naturze.
Jego prace są w zbiorach m.in. Węgierskiego Muzeum Narodowego, Muzeum Literatury, Galerii w Szolnoku, muzeum w Várpalocie, Muzeum w Dunajskiej Stredzie, Muzeum Pomorza Środkowego w Słupsku, a także w zbiorach prywatnych za granicą.

## Wystawy indywidualne
- 1942. Rzym (Accademia d’Ungheria)
- 1969. Segedyn (Gulácsy Hall)
- 1970. Budapeszt (Mednyánszky Hall)
- 1973. Szombathely (Derkovits Hall)
- 1975. Miszkolc (Szőnyi Hall)
- 1977. Budapeszt (Galeria Csók)
- 1978. Kölesd (Dom Kultury)
- 1979. Lugano (Galeria Palladio)
- 1983. Parma (Galeria „Il Nuovo Fuso”)
- 1983. Pecz (Galeria Ferenczy)
- 1983. Budapeszt (Galeria Csepel)
- 1984. Kiskőrös (Dom Kultury)
- 1985. Budapeszt (Gutenberg Community Centre)
- 1986. Budapeszt (Galeria Vigadó)
- 1988. Nagykanizsa (Community Centre)
- 1991. Zurych (EDV Beratung AG)
- 1991. Wiedeń (Hungaricum Collegium)
- 1992. Budapeszt (Csontvary Hall)
- 1993. Budapeszt (Lord major album)
- 1996. Budapeszt (Galeria TM)
- 2006. Budapeszt (Dom węgierskiego wina)

## Nagrody
- 1940. Nagroda Ede Balló
- 1941. Nagroda Kolegium Sztuk Pięknych
- 1941. Nagroda Magyar Állami Római Ösztöndíj
- 1952. Nagroda Mihálya Munkácsyego
- 1953. Nagroda Lajosa Kossutha
- 1982. Złoty Medal Accademia Italiana (Salsomaggiore Terme)
- 1982. Złoty Centaur (Włochy)